# Daeria
Pour les articles homonymes, voir Doria.
 (juin 2018).
Daeria, anciennement Döria, est un groupe de hard rock espagnol, originaire de Barcelone, en Catalogne. Formé au début de 2010 par le chanteur Martí Dòria, et actuellement composé des guitaristes Víctor Vázquez et Laura Moral, du bassiste Lluís Ripollés, et du batteur Pep Rovira. Son style musical va du hard rock des années 1980 au heavy metal contemporain, et est considéré par la presse, depuis sa première démo, comme l'un des groupes les plus prometteurs de la scène espagnole,.

## Biographie

### Débuts (2010)
À la fin de 2009, après une rencontre avec des partenaires issus d'anciens groupes, Martí Dòria décide de lancer son propre projet musical. Quelques semaines plus tard, Samuel Sánchez (guitare), Miquel Garcés (batterie) et Lluís Ripollés (basse) forment la première formation du groupe. Ce n'est qu'au début de 2010, à l'arrivée de Víctor Vázquez à la deuxième guitare, que la formation originale se complète.
C'est avec cette formation qu'ils enregistrent leur premier et unique démo durant l'été 2010 intitulée Pensavientos, qui inclut les morceaux Luz Roja, Por si sirve de algo, Sweeney Todd, Si te vas et Ciudad Esperanza. Quelques semaines plus tard, les critiques commencent à louer la qualité musicale et l'avenir prometteur du groupe, y compris des critiques dans des médias prestigieux tels que le magazine Heavy Rock. 

### Despertar(2011–2012)
Après les bonnes critiques, le groupe décide de s'aventurer dans l'enregistrement de ce qui deviendra son premier album, Despertar. Cependant, ils sont contraints de remplacer Samuel Sánchez et Miquel Garcés qui ont quitté le groupe. Après quelques mois de tests, Laura Moral est recrutée en tant que guitariste, et Pep Rovira en tant que batteur. 
En juin 2011, ils entrent aux studios Radish Records de Tarragone pour enregistrer Despertar. L'album comprend les anciennes démos réenregistrées et qualité professionnelle, et de nouveaux morceaux tels que Nueva vida, Despierta, Caperucita Feroz, et Carta al barquero. Le 20 octobre 2011, ils jouent l'album devant les  médias spécialisés aux Home Digital Systems de Barcelone. Les critiques soulignent la variété, la qualité et le professionnalisme que beaucoup cataloguent comme l'« un des meilleurs albums de l'année » et de « révélation surprise de ces dernières années,. »
La tournée en soutien à l'album les amène à jouer dans toute l'Espagne, effectuant plus de 30 concerts dans 20 villes différentes. Cette tournée les amènent à partager la scène avec des groupes de renom locaux et internationaux tels que Helloween, Los Suaves, Freedom Call, Saratoga, Hamlet, Obús, Koma, et Leo Jiménez.

### Golpea otra vez(2013–2015)
Plus tard, le groupe présente son deuxième album studio, Golpea otra vez, enregistré aux EC Estudios de Lugo, et produit par le guitariste José Rubio (ex-WarCry). L'album est publié en décembre 2013 en Espagne. Il comprend 10 chansons originales et une version acoustique inédite de la chanson Pensavientos,.

### Mom3ntum(2016–2017)
Après une étape très compliquée, avec le départ de Laura Moral et l'arrivée de Juan Martín à la guitare, le groupe parvient à se désengager de ses relations avec son label, qui les a pratiquement arrêtés ces deux dernières années et, désormais de nouveau indépendants, ils éditent leur troisième album, Mom3ntum, produit par Israel Ramos (Alquimia, Amadeüs) et enregistré aux studios Wheel Sound de Txose Ruiz, durant l'été 2015.
L'album est composé de neuf chansons originales et d'une version catalane de Bajo la nieve, issu de leur deuxième album. Ils signent ensuite avec le label Sobry Music pour réaliser un nouvel album. 

### Changement de nom (depuis 2018)
Lors d'un communiqué, le groupe annonce en février 2018 avoir changé de nom, passant de Döria à Daeria. « Bonjour les amis ! Tout d'abord, je voudrais commencer cette déclaration en m'excusant pour tous ces mois de silence. [..] À partir de maintenant nous nous appellerons DAERIA. » En mai, sous ce nouveau nom, Daeria publie le clip d'un morceau intitulé Reina de corazones.

## Membres

### Membres actuels
- Martí Dòria - chant
- Víctor Vázquez - guitare
- Juan Martín - guitare
- Lluís Ripollés - basse
- Pep Rovira - batterie

### Anciens membres
- Laura Moral (2010-2015)
- Samuel Sánchez (2010)
- Miquel Garcés (2010)